# Elecciones municipales de Finlandia de 2025
Las elecciones municipales se llevaron a cabo el domingo el 13 de abril de 2025, el mismo día que las elecciones regionales. Fueron elegidos los 8.586 representantes para los concejos municipales. El Partido Socialdemócrata fue el ganador de las elecciones con un 23,1% de los votos.

## Antecedentes
Con la Ley Municipal de 2015, se fijó como día de las elecciones municipales el tercer domingo de abril del año posterior al año bisiesto. La Semana Santa adelantó una semana las elecciones municipales de 2017, pero las de 2021 se habrían celebrado directamente el 18 de abril. Sin embargo, las elecciones se aplazaron hasta junio debido a la pandemia de coronavirus.
Una encuesta de la Asociación de Autoridades Locales y Regionales de Finlandia sugiere que el 80 por ciento de los finlandeses planean votar en las elecciones de 2025.
El derecho a votar en las elecciones municipales lo determina el municipio en el que una persona está registrada 51 días antes de la elección. Además, deberán tener al menos 18 años al día de la elección y cumplir una de las siguientes condiciones:
- Ciudadano finlandés
- Ciudadano de otro Estado miembro de la UE, Noruega o Islandia que tenga su municipio de residencia en Finlandia
- Ciudadanos de países distintos a los anteriores que hayan tenido un municipio de residencia en Finlandia durante al menos 2 años antes de que se determine el municipio de destino (es decir, 51 días antes del día de las elecciones)

## Elecciones en municipios con sistema de alcaldía
Después de las elecciones municipales de 2021, habrá ocho municipios en Finlandia que usarán el modelo de alcalde elegido democráticamente (en finés, Pormestari), en vez del alcalde tradicional (en finés, kunnanjohtaja). En la mayoría de los municipios, el máximo funcionario municipal se elige según la forma tradicional, es decir, no se elige directamente, sino que según la correlación de fuerzas políticas dentro del concejo municipal, lugar en el cual se nombra un ciudadano para dirigir la oficina pública. Este cargo se conoce como kunnanjohtaja "líder municipal" o kaupunginjohtaja "líder de la ciudad", dependiendo de si el municipio se nombra a mí mismo como ciudad. En cambio, el nuevo cargo de Pormestari, que debutó en 2007 en el municipio de Tampere y que se elige por votación popular directa, se dio en los municipios de Helsinki, Kärkölä, Pirkkala, Lahti, Puolanka, Tampere, Turku y Tuusula.

## Calendario de las elecciones
| Evento u otro                                                                                       | Fecha (en 2025) |
| --------------------------------------------------------------------------------------------------- | --------------- |
| Conformación del registro de derecho de voto (verificación de quién puede votar y en qué municipio) | 21 de febrero   |
| Fecha límite para la inscripción de candidatos                                                      | 4 de marzo      |
| Confirmación de los candidatos                                                                      | 13 de marzo     |
| Voto anticipado en Finlandia                                                                        | 2 – 8 de abril  |
| Voto anticipado en el extranjero                                                                    | 2 – 5 de abril  |
| Día de las elecciones                                                                               | 13 de abril     |
| Ratificación de los resultados                                                                      | 16 de abril     |
| Inicio del trabajo de los nuevos concejos                                                           | 1 de junio      |

Fuente:

## Participación
| Elecciones municipales de 2025 | Elecciones municipales de 2025 | Elecciones municipales de 2025 | Elecciones municipales de 2025 |
|                                | %                              | N.°                            | Inscritos                      |
| ------------------------------ | ------------------------------ | ------------------------------ | ------------------------------ |
| Votación anticipada            | 28,4                           | 1.288.864                      | 4.530.989                      |
| Día de la elección             | 25,8                           | 1.167.521                      | 4.530.989                      |
| Total                          | 54,2                           | 2.456.281                      | 4.530.989                      |

## Encuestas de opinión
Los resultados de las encuestas se enumeran en la siguiente tabla en orden cronológico inverso, mostrando primero el más reciente. El porcentaje más alto de cada encuesta se muestra en negrita y el fondo sombreado con el color del partido principal. En el caso de que haya un empate, no se sombreará ninguna figura. La tabla utiliza la fecha en que se realizó el trabajo de campo de la encuesta, a diferencia de la fecha de publicación. Sin embargo, si se desconoce esa fecha, se proporcionará en su lugar la fecha de publicación. La lista incluye solo las encuestas que se realizaron para las elecciones municipales.
| Fecha               | Encuestadora    | Kok.                | SDP            | Kesk. | PS   | Vihr. | Vas. | SFP  | KD  | Liik. | Otros | Dif. |     |     |     |     |
| ------------------- | --------------- | ------------------- | -------------- | ----- | ---- | ----- | ---- | ---- | --- | ----- | ----- | ---- | --- | --- | --- | --- |
| Fecha               | Encuestadora    | 10 Mar – 2 Abr 2025 | Taloustutkimus | 20,7  | 20,8 | 16,6  | 11,7 | 10,5 | 9,0 | 4,1   | Otros | Dif. | 3,6 | 0,7 | 2,3 | 0,1 |
| Mar – Abr 2025      | Verian          | 20,1                | 22,3           | 14,8  | 12,0 | 9,3   | 9,3  | 4,6  | 3,7 | 1,2   | 2,7   | 2,2  |     |     |     |     |
| 13–31 Mar 2025      | Åbo Akademi     | 19,3                | 23,1           | 12,2  | 12,7 | 9,3   | 11,9 | 4,2  | 2,7 | 1,7   | 2,9   | 3,8  |     |     |     |     |
| 6–20 Mar 2025       | Verian          | 20,0                | 21,8           | 15,5  | 12,1 | 9,2   | 9,2  | 4,6  | 3,6 | 1,2   | 2,8   | 1,8  |     |     |     |     |
| 10 Feb – 4 Mar 2025 | Taloustutkimus  | 19,8                | 20,9           | 15,3  | 12,7 | 9,7   | 9,4  | 4,5  | 3,9 | 1,1   | 2,7   | 1,1  |     |     |     |     |
| 13 Ene – 3 Feb 2025 | Taloustutkimus  | 20,8                | 22,0           | 14,5  | 12,9 | 10,2  | 9,8  | 3,9  | 3,0 | 0,5   | 2,4   | 1,2  |     |     |     |     |
| 13 Jun 2021         | Resultados 2021 | 21,4                | 17,7           | 14,9  | 14,5 | 10,6  | 7,9  | 5,0  | 3,6 | 1,6   | 2,9   | 3,7  |     |     |     |     |

## Resultados
El partido ganador de las elecciones municipales fue el Partido Socialdemócrata (SDP), obteniendo su mejor resultado desde las elecciones de 2004, por el contrario, el Partido de los Finlandeses (PS) tuvo una amplia baja generalizada en su apoyo, después de haber obtenido su mejor resultado histórico en las elecciones municipales anteriores. El Partido del Centro (Kesk.) revalidó su posición de partido con mayor número de elegidos, destacando que fue el partido mayoritario en 76 municipios, aumentando en 26 desde las últimas elecciones.
El porcentaje de mujeres elegidas aumentó desde el 40% de la elecciones de 2021 hasta el 45% en esta elección, la Liga Verde (Vihr.) destaca como el partido con mayor proporción de mujeres (79%) y además como el partido con el menor promedio de edad de los elegidos (43,2 años). Por el contrario, el Partido de los Finlandeses destaca como el que tuvo menor proporción de mujeres elegidas (25%) y el Movimiento Ahora (Liik.) como el partido con el mayor promedio de edad (56,6 años). Dentro de las 21 ciudades más grandes del país, Rovaniemi fue el municipio donde fueron elegidos una mayor proporción de nuevos concejales (54,9%).
En dos de las tres ciudades más grandes del país el alcalde elegido directamente (en finés, Pormestari) pasó desde el Partido Coalición Nacional (Kok.) al Socialdemócrata. En Tampere, el candidato del SDP, Ilmari Nurminen, logró la victoria al superar al candidato de la Coalición Nacional por más de 1500 votos. En Turku, la actual vicealcaldesa del SDP, Piia Elo, liderará el municipio tras convertir a su partido en el más grande del municipio después de 30 años, donde la Coalición Nacional fue el primero desde 1996. En cambio en la capital, Helsinki, el candidato de Coalición Nacional, Daniel Sazonov, superó por solo 0,8 puntos porcentuales a la candidata del SDP, Eveliina Heinäluoma, lo que le otorgó a ambos partidos 21 asientos en concejo, las negociaciones postelectorales determinarán quien liderará el municipio.

Partido ganador en votos en cada municipio (figura grande) y partido ganador en votos de cada región (figura pequeña).

| Partido                              | Partido                              | Partido                              | Votos     | Votos | Votos | Escaños | Escaños |
| Partido                              | Partido                              | Partido                              | Votos     | %     | ±pp   | N.º     | +/−     |
| ------------------------------------ | ------------------------------------ | ------------------------------------ | --------- | ----- | ----- | ------- | ------- |
|                                      | Socialdemócrata                      | SDP                                  | 557.768   | 23,1  | 5,3   | 1.699   | 248     |
|                                      | Coalición Nacional                   | Kok.                                 | 529.542   | 21,9  | 0,5   | 1.592   | 40      |
|                                      | del Centro                           | Kesk.                                | 396.630   | 16,4  | 1,5   | 2.623   | 178     |
|                                      | Liga Verde                           | Vihr.                                | 254.172   | 10,5  | 0,1   | 418     | 15      |
|                                      | Alianza de la Izquierda              | Vas.                                 | 224.005   | 9,3   | 1,3   | 536     | 28      |
|                                      | de los Finlandeses                   | PS                                   | 184.616   | 7,6   | 6,8   | 651     | 700     |
|                                      | Popular Sueco                        | SFP                                  | 112.922   | 4,7   | 0,3   | 452     | 11      |
|                                      | Demócrata Cristianos                 | KD                                   | 86.428    | 3,6   | 0,0   | 299     | 12      |
|                                      | Movimiento Ahora                     | Liik.                                | 10.481    | 0,4   | 1,2   | 19      | 30      |
|                                      | Liberal                              | Lib.                                 | 5.971     | 0,2   | 0,2   | 1       | 1       |
|                                      | Alianza por la Libertad              | VL                                   | 5.513     | 0,2   | Nuevo | 0       | Nuevo   |
|                                      | Comunista                            | SKP                                  | 1.121     | 0,0   | 0,0   | 0       | 0       |
|                                      | Partido Abierto                      | AP                                   | 680       | 0,0   | 0,0   | 0       | 0       |
|                                      | de la Justicia Animal                | EOP                                  | 546       | 0,0   | 0,0   | 0       | 0       |
|                                      | El poder es del pueblo               | VKK                                  | 364       | 0,0   | Nuevo | 0       | Nuevo   |
|                                      | Partido Cristal                      | KP                                   | 290       | 0,0   | 0,2   | 0       | 0       |
|                                      | Resto de candidaturas                | Resto de candidaturas                | 48.294    | 2,0   | 0,1   | 296     | 4       |
|                                      |                                      |                                      |           |       |       |         |         |
| Votos válidos                        | Votos válidos                        | Votos válidos                        | 2.419.343 | 98,4  | 0,1   |         |         |
| Votos nulos                          | Votos nulos                          | Votos nulos                          | 39.188    | 1,6   | 1,1   |         |         |
| Total                                | Total                                | Total                                | 2.458.531 | 100,0 |       | 8.586   | 273     |
|                                      |                                      |                                      |           |       |       |         |         |
| Votantes registrados / Participación | Votantes registrados / Participación | Votantes registrados / Participación | 4.530.989 | 54,3  | 0,8   |         |         |
|                                      |                                      |                                      |           |       |       |         |         |
| Fuente: Yle y Vaalit                 |                                      |                                      |           |       |       |         |         |